# Dipterocarpus confertus
Dipterocarpus confertus är en tvåhjärtbladig växtart som beskrevs av T,. Slooten. Dipterocarpus confertus ingår i släktet Dipterocarpus och familjen Dipterocarpaceae. Inga underarter finns listade i Catalogue of Life.